# Mariana Alarcón
Mariana Alarcón (San Miguel de Tucumán, 20 de noviembre de 1986-ib., 2 de agosto de 2014) fue una activista argentina por los derechos humanos enfocada en los derechos laborales para las mujeres trans, construcción de ciudadanía y de salud de las personas trans. Fue integrante de la biblioteca popular Crisálida de género, diversidad afectivo-sexual y derechos humanos de Tucumán, y pionera en la visibilización pública de la comunidad trans en la esfera social de San Miguel de Tucumán. Desde 2012 a 2014 realizó capacitaciones a las fuerzas policiales de la provincia de Tucumán para protocolizar normas de trato de las fuerzas de seguridad y la plena aplicación de la ley de Identidad de Género.

## Biografía
Alarcón nació en Tucumán y creció en una de las villas de la capital de Tucumán, vivió desde pequeña en el barrio Juan XXIII conocido por elevados índices de vulnerabilidad y violencia social, la cual recibe el apodo de "La Bombilla". Desde muy pequeña comenzó a manifestar su identidad trans, viviendo situaciones de discriminación que la llevaron a dejar sus estudios luego de terminar la primaria.

### Trayectoria profesional
En 2011 Alarcón se acercó para participar del Centro de Alfabetización para personas trans Marlene Wayar de la biblioteca popular "Crisálida". Desde Crisálida, militó la sanción del proyecto de Ley de Identidad de Género, sancionada el 9 de mayo de 2012 como la ley 26.743. A partir de esto se convirtió es una de las primeras personas trans que acceden a la rectificación de su identificación para que sea respetuosa de su identidad de género. En Crisálida asumió el rol como coordinadora de proyectos en el período 2013-2014, teniendo a su cargo la Línea de Inclusión Laboral Trans de la biblioteca donde coordinó capacitaciones en formación y entrenamiento laboral a las beneficiarias de su comunidad. Desde septiembre de 2012 coordinó un espacio para que más personas trans sean asesoradas sobre los pasos a seguir para la realización del trámite además de incluir a postulantes de la comunidad en la Gerencia de Empleo de la Nación proporcionando capacitaciones, formación y entrenamiento laboral a las beneficiarias. Enfocó su trabajo de visibilización en sensibilizar a la sociedad como capacitadora, dentro del taller «Derecho a la Identidad» dictado a las Fuerzas de Seguridad de la provincia de Tucumán durante 2012 y hasta 2016. Dentro de ese ciclo, Alarcón dictó el mencionado taller en la Facultad de Filosofía y Letras de la Universidad Nacional de Tucumán y en la Defensoría del Pueblo de Tucumán. Participó también de la articulación con el Proyecto de Voluntariado Universitario «Juventud, Derechos Sexuales y Reproductivos (DSyR) y Diversidad» y de su publicación con los resultados del mismo.

## Reconocimientos
Luego de su fallecimiento, en reconocimiento del trabajo realizado se inició el armado del dispositivo para la articulación entre los tópicos de diversidad sexual e identidades de género y con perspectiva de salud mental siguiendo los lineamientos de la ley 26.657 y la ley 26.743. El dispositivo fue denominado en 2016 como Nodo Amigable «Mariana Alarcón», consistente en un espacio de Primera Escucha que brinda atención no clínica para la comunidad LGTBI, sus familiares, grupos de referencia y las comunidades en general. El espacio tiene el objetivo de brindar orientación y acompañamiento a quienes concurren, promoviendo la vinculación con servicios estatales.